# Eurocopter EC635
L'Airbus Helicopters H135M (auparavant Eurocopter EC635) est un hélicoptère bimoteur polyvalent de la classe des 3 tonnes développé par Eurocopter, actuellement, Airbus Helicopters. C'est la version militaire de l'EC135. Il peut transporter jusqu'à 8 personnes, dont le pilote, du matériel militaire ou de l'armement. L'hélicoptère est conçu pour le transport de troupes, l'évacuation médicale, le transport de fret, la reconnaissance et la surveillance ou l'appui des troupes terrestres.

## Modèles

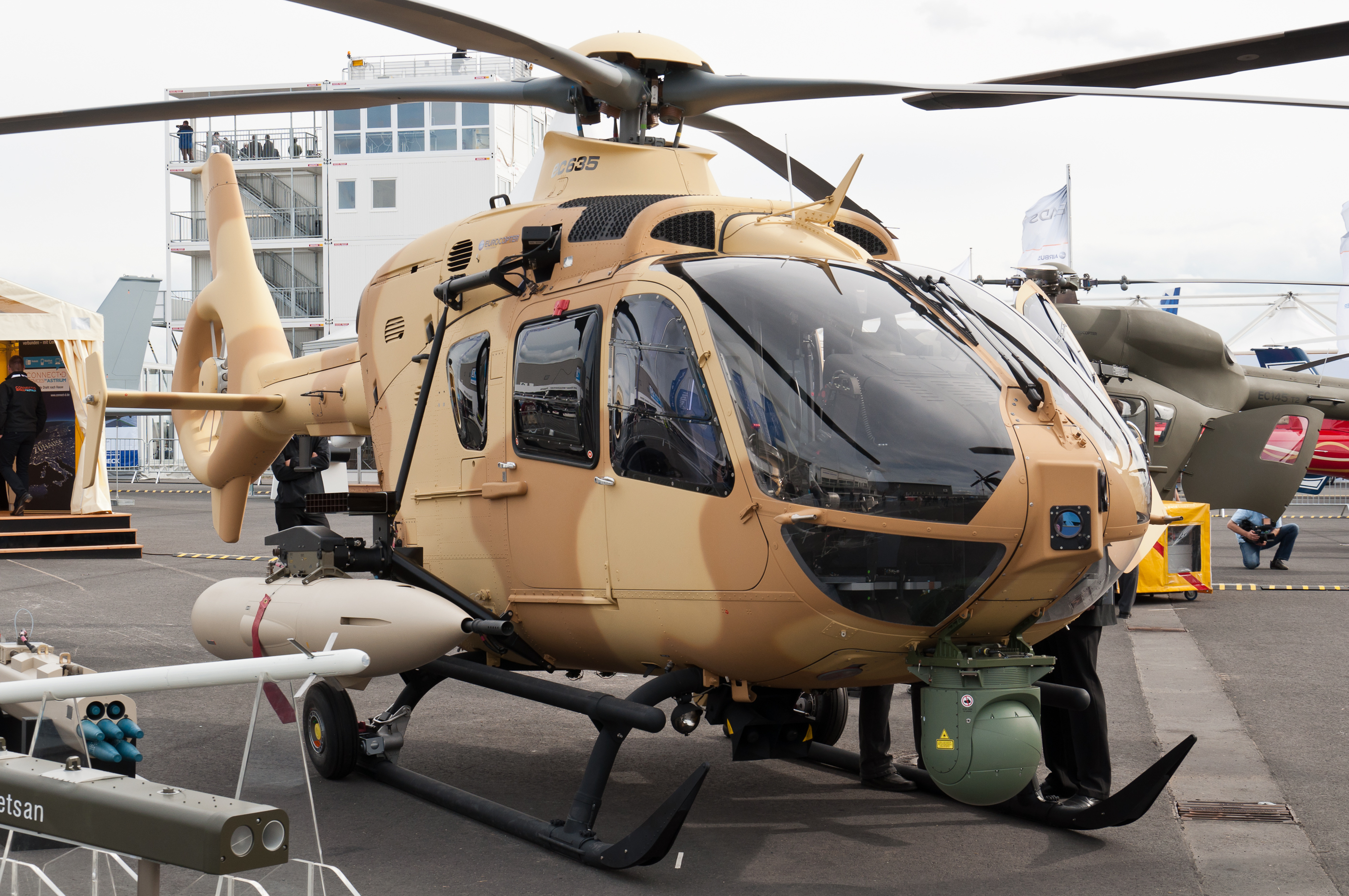
Eurocopter EC635 au salon aéronautique international de Berlin.

- EC635 T1 : Certifié en 2001, même design que le EC135 T1  avec un renforcement structurel de la cabine et propulsé par deux moteurs à turbine Turbomeca Arrius 2B2.
- EC635 P2 : Propulsé par deux moteurs à turbine Pratt & Whitney Canada PW206B2.
- EC635 T2 : Propulsé par deux moteurs à turbine Turbomeca Arrius 2B2.
- EC635 P2 + : Certifié en 2006, même design que l'EC135 T2 + avec un renforcement de la structure de la cabine et propulsé par deux moteurs à turbine PW206B2.
- EC635 T2 + : Certifié en 2006, même design que l'EC135 P2 + avec un renforcement de la structure de la cabine et propulsé par deux moteurs à turbine Arrius 2B2.

## Utilisateurs
- Espagne : Commande de 18 appareils pour le ministère de la Défense en novembre 2021[2]. Il va se substituer au Hughes OH-6 Cayuse.
- Irak : 24 exemplaires de l'Eurocopter EC635T2+ commandés le 25 mars 2009. Livraison à partir du 18 juin 2010 et en service au sein du 55e escadron de l’aviation de l'armée de terre irakienne. Un a fait un atterrissage d'urgence le 20 juin 2010 et un est abattu le 12 décembre 2014[3],[4].
- Jordanie : 16 appareils livrés à la Force aérienne royale jordanienne[4].
- Royaume-Uni : 29 appareils type H135M commandés par le ministère britannique de la défense pour le compte de l'UK Military Flying Training System[5].
- Suisse : 20 EC 635 P2+ livrés aux Forces aériennes suisses[6] principalement pour les transports et la formation mais aussi pour le sauvetage et des missions de police, ils remplacent les Alouette III. Quatre appareils ont été fabriqués intégralement dans l’usine d’Eurocopter en Allemagne. Les 16 autres ont été assemblés à Alpnach, chez RUAG Aviation, partenaire d’Eurocopter. Le 17 décembre 2009, Armasuisse a remis aux Forces aériennes le dernier appareil, le premier ayant été reçu en juillet 2008.

## Culture populaire
- Dans le jeu vidéo Battlefield 2, l'EC635 est l'équivalent moyen-oriental de l'AH-6 Littlebird américain
- Il apparaît également dans le jeu vidéo Call of Duty: Ghosts en tant que transport léger de la Fédération, l'ennemi principal du jeu

### Hélicoptères comparables
- Bell OH-58 Kiowa
- Hughes MD 500 Defender